# Öregrund
Öregrund est une ville de Suède située au Sud-Est du pays, composée de 1 552 habitants dans la commune d'Östhammar, dans le comté d'Uppsala. Elle se trouve à environ 20 kilomètres au nord-ouest d'Östhammar. Elle a reçu le statut de ville en 1491.